# Annullo postale
L'annullo postale è una traccia indelebile apposta su un francobollo o cartolina postale preaffrancata per impedirne il riutilizzo, ed eventualmente per datare l'operazione di accettazione della missiva o pacco. Generalmente l'annullo postale viene effettuato con un timbro inchiostrato che lascia un'impronta indelebile e penetrante nello spessore della carta.
L'annullo postale è diffuso con una grande varietà di disegni, forme, dimensioni e colori, ma generalmente include la data e il luogo dell'ufficio postale in cui è avvenuta la spedizione e può includere anche linee o barre destinate a coprire il francobollo stesso.
Le parole bollo e timbro sono spesso utilizzate anche come sinonimo di "annullo postale" pur avendo significati diversi, mentre il timbro sprovvisto di dati e utilizzato unicamente per annullare il francobollo viene chiamato anche obliteratore o bollo annullatore.
Alcuni francobolli sono emessi già preannullati, con un annullo stampato o timbrato, e non è necessario aggiungere un ulteriore annullo per la convalida. Gli annulli possono far diminuire il valore dei francobolli per i collezionisti, ma a volte anche aumentarlo: gli appassionati di marcofilia infatti studiano la storia postale attraverso la collezione dei diversi annulli postali.

## Storia degli annulli

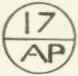
Timbro di Henry Bishop

Tracce di segni contenenti informazioni relative alle spedizioni erano già in uso presso i Sumeri che tramite strisce di argilla incisa sigillavano i recipienti adibiti al trasporto. Queste incisioni informavano sul peso e sul contenuto della merce per facilitare eventuali controlli. Per arrivare ad un precursore dei moderni timbri postali occorre però attendere fino al 1400 d.C. quando comparvero i bolli a secco che venivano apposti sulle lettere viaggianti nella Repubblica di Venezia. Tali bolli riproducevano quasi sempre il leone di San Marco ed attestavano il passaggio della posta all'interno del territorio della "serenissima".
Il primo vero timbro postale fu introdotto in Gran Bretagna nel 1661 dal direttore delle Poste Sir Henry Bishop con l'intento di controllare i ritardi sul recapito della corrispondenza. Tali timbri erano fabbricati in legno ed indicavano il giorno ed il mese sottolineando in questo modo la partenza della corrispondenza.
Dal 1695 al 1796 l'Armata francese stanziata in Italia per quasi un secolo fece largo uso di timbrature che, se pure di fogge differenti, furono quasi sempre caratterizzate dalla dicitura "Armée DItalie". Questi timbri, se pure stilisticamente più apprezzabili, erano però del tutto simili ai timbri di Bishop. Unica innovazione consisteva nella lenta introduzione dei caratteri mobili per comporre la data che venivano incastrati sul corpo timbrante dopo essere stati inseriti.
Risale al 10 giugno del 1712 il più antico timbro postale del continente americano: è posto su una lettera da Filadelfia a Liverpool transitata per New York dove venne contrassegnata con il timbro della città. Giunta a Londra fu ancora marcata con un timbro Bishop.
Con l'introduzione dei francobolli nel 1840 i timbri vennero usati come "annulli" degli stessi ad impedire che potessero essere nuovamente adoperati (da qui l'abitudine di chiamare "annulli" i timbri apposti sui francobolli). I primi annulli furono ovviamente usati sul "Penny Black" in quanto primo francobollo emesso al mondo ed avevano una forma a "croce di Malta". Il primo inchiostro usato a questo scopo fu di colore rosso ma nel 1843 venne usato anche il magenta, il blu, il verde ed il giallo oltre all'ormai consolidato nero. Presto si dovette risolvere il problema di impedire qualsiasi possibilità di riuso del francobollo e nacquero, sempre in Inghilterra, i timbri detti “killer” in quanto “uccidevano” la carta valore. Tali timbri erano fatti in modo da apporre un disegno di punti o di linee ed un numero centrale in modo tale che imprimendo l'inchiostro si scalfiva la carta bucandola. L'uso dei “killer” era accoppiato all'uso di un timbro contenente la data che venne chiamato “timbro parlante”.
Nel 1865 lo svizzero Johann Jacob Güller nella sua ditta di incisioni ideò un metodo per comporre i timbri senza dover incidere le date su elementi mobili e che consisteva nell'adozione di alcuni cilindri rotanti fissati su un supporto funzionante da manico. Tali timbri, detti appunto "guller", furono da prima adottati dalle Poste di Berna e successivamente ebbero un successo tale che fino al 1966 la ditta ne fabbricò 46.000 accontentando i committenti di tutto il mondo.

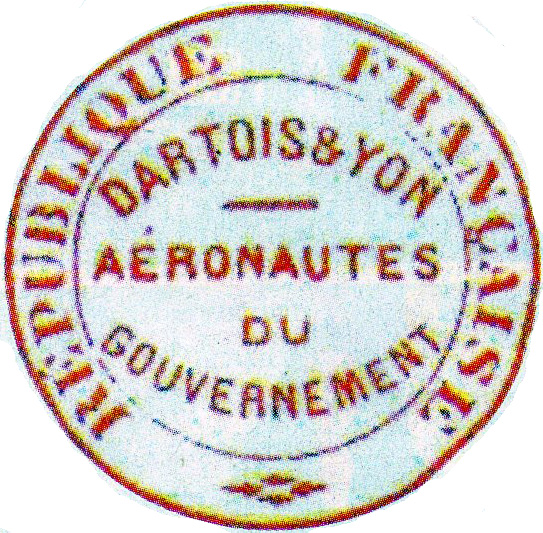
Bollo degli aeronauti addetti ai Ballons Montès del 1870

Nel 1870 il Monte Athos aprì il suo primo ufficio postale ed iniziò ad annullare la corrispondenza con bolli propri in alfabeto cirillico. Nello stesso anno, il 23 settembre nella Parigi tenuta sotto assedio inizia il trasporto della posta tramite palloni aerostatici con lo scopo di superare le linee nemiche. Il servizio, chiamato "par Ballons montès", era regolarmente affrancato ed annullato con diversi bolli: nel centro cittadino era in uso un annullo a stella cifrata accoppiato al bollo circolare con data, nella periferia l'annullo era a losanga con cifra. Quando gli aeronauti prendevano in carico la posta apponevano il loro timbro che solitamente era un grosso doppio cerchio dentro il quale vi era la dicitura "Republique Francaise" ed al centro il nome dell'aeronauta.
Intorno al 1875 le officine Dani di Firenze, per risolvere il problema della doppia timbratura ed accorciare quindi il tempo di inoltro della corrispondenza, produssero delle obliteratrici a pedale che con un solo movimento imprimevano entrambi i bolli che vennero chiamati “a cannocchiale”. Nel 1881 il francese Eugène Daguin ideò una macchina per le bollature azionata tramite pedale che darà luogo ai bolli di "tipo Daguin".
Nel 1936 in occasione dell'Esposizione mondiale della stampa cattolica, il Vaticano iniziò l'uso degli annulli speciali. Furono studiati due esemplari su tre righe con la dicitura "Esposizione vaticana della stampa - aprile ottobre 1936". Il primo venne montato su un timbro datario di tipo "Conalbi" a due cerchi ed il secondo su una obliteratrice meccanica.

## Annulli italiani

### Antichi Stati Italiani

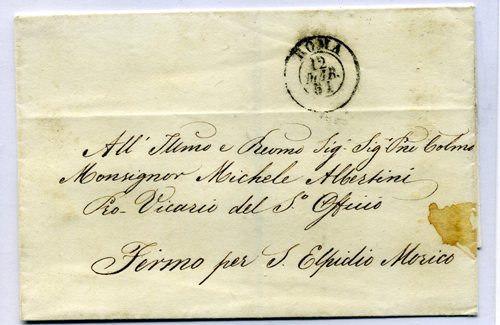
Lettera con timbro dello Stato Pontificio antecedente l'introduzione dei francobolli

Alla fine del 1700 gli uffici postali del Regno di Sardegna introdussero l'uso dell'annullamento distinguendo due tipi di bolli da usare: quello per la posta ordinaria e quello per la franchigia. Il bollo per la franchigia era destinato alla posta degli uffici pubblici o di eventuali enti che avevano l'autorizzazione a non pagare il servizio postale. Normalmente sulle lettere in franchigia erano apposti due bolli: quello di franchigia e quello dell'ufficio postale.
Il 2 aprile 1819 lo Stato Pontificio emanava le disposizioni per l'affrancatura in denaro della corrispondenza che prevedeva l'uso di un apposito timbro con la dicitura "Affrancata" accanto al quale doveva essere segnato l'importo di affrancatura ed impresso il bollo distintivo dell'ufficio postale.
Nel 1825 il Regno di Sardegna introduce un timbro per contrassegnare la posta in franchigia. Tale timbro di forma ovale con l'intestazione R.POSTE e indicazione dell'ufficio di utilizzo rimarrà poi in uso anche nel primo periodo del Regno d'Italia.
Nel 1848 il Regno di Sardegna con editto del 18 settembre adotta i bolli tondi a differenza dei precedenti rettangolari. I nuovi bolli entrarono in vigore il 1º luglio del 1849. Nel caso in cui la tariffa della corrispondenza fosse pagata alla partenza, ovvero in "Porto Pagato", sulla missiva era aggiunto il timbro delle due lettere "P.P."
Nel 1851 le poste del Regno di Sardegna vennero dotate di un timbro a losanghe detto anche "timbro muto" in quanto non possedeva alcuna scritta. Era di formato rettangolare e composto da 40 rombi posti su otto file diagonali e di misura 22X17,5 mm. L'ultimo uso noto di questo particolare annullo e rappresentato da una cartolina spedita il 14 gennaio del 1912 attraverso la posta viaggiante lungo le linee di navigazione marittima per un percorso che andava da Homs (Libia) a Messina.
Nel 1859 gli uffici postali siciliani del Regno delle Due Sicilie furono dotati di un annullo a “ferro di cavallo” studiato appositamente dal pittore Carlo La Barbera. Questo particolare annullo permetteva di timbrare i francobolli senza deturpare l'effigie di Re Ferdinando di Borbone. Avvenuta la conquista dell'isola a seguito degli eventi che portarono all'unità italiana, lo stesso timbro fu usato in maniera deturpante per stampigliare delle corna sopra la fronte del sovrano caduto.
Nel 1860 su iniziativa dall'amministratore generale delle Poste del Regno delle Due Sicilie fu introdotto l'annullo detto "a svolazzo" in quanto consisteva nella parola "annullato" sistemata in maniera ondulata. Tale annullo si era reso necessario per consentire un più preciso uso da parte degli impiegati postali che talvolta non marcavano a dovere i francobolli favorendone così il riuso.

### Regno d'Italia

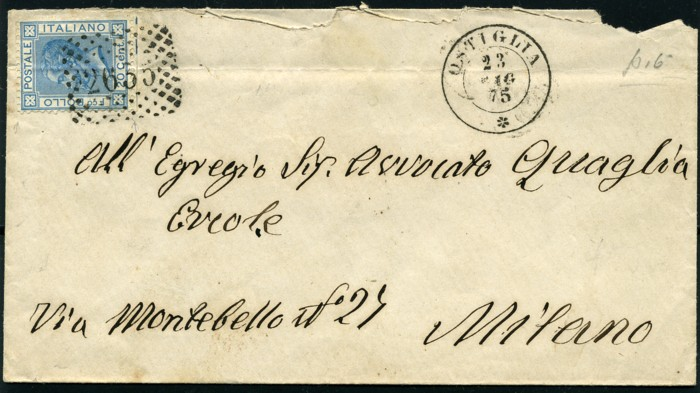
Busta con annullo numerale a punti e timbro a doppio cerchio con rosetta

Durante gli eventi risorgimentali che portarono l'unificazione della Nazione i territori conquistati dal Regno di Sardegna erano soggetti all'introduzione del sistema postale in uso nello stesso. Talvolta successe che tale pratica necessitasse dell'apertura sommaria di uffici postali che rimanevano privi di annulli e timbri costringendo i gestori a ricorrere ad una bollatura di emergenza effettuata manualmente o con mezzi di fortuna.
Con la Legge di riforma postale del 1º gennaio 1863 i sistemi di bollatura del Regno di Sardegna venivano estesi al Regno d'Italia. Tali sistemi erano composti da una serie di timbri come segue:
- bolli a cerchio con indicazione dell'ora riservati agli uffici più importanti
- bolli a doppio cerchio con rosetta o indicazione della provincia o della regione per uffici secondari
- bolli a doppio cerchio con lettera in basso per gli uffici: mandamentali (D), comunali (C) e rurali (R).
- timbri lineari per indicare il servizio richiesto: assicurata, raccomandata
- timbri lineari di servizio: affrancatura insufficiente, via di mare, ecc.

Nel 1863 con normativa raccolta nel Bullettino postale 1863 n° 11 fu reso obbligatorio il "bollo preventivo" da apporsi sugli avvisi inoltrati dalle ferrovie ai destinatari di spedizioni in giacenza. Il costo era di 5 centesimi riportati al centro del bollo tondo e che aveva ai bordi la dicitura "AVVISI FRANCHI".
Nel 1864 venne introdotto il "bollo del luogo d'origine" riservato ai servizi di collettoria ovvero agli incaricati di ritirare la posta nei comuni sprovvisti di ufficio postale. Si trattava di un bollo lineare che venne dato in uso ai collettori dopo un primo periodo nel quale era riservato agli uffici postali.
Nel 1866 gli uffici postali vennero dotati di annullatori numerali a punti che grazie al diverso numero riuscivano ad evitare che con un bollo se ne coprisse un altro per frodare la posta. Sulla corrispondenza era quindi apposto anche il timbro con le indicazioni della data oltre che l'annullo sul francobollo riportante il numero distintivo dell'ufficio..
Nel 1877 gli annulli numerali a punti vengono sostituiti con quelli numerali a sbarre ed i timbri a doppio cerchio con quelli ad un solo cerchio ma di grande formato. Contemporaneamente sono introdotte, da prima a Firenze, le nuove macchine per la bollatura funzionanti a pedali e prodotte dalla ditta "Officine Enrico Dani" con le quali si facilitava il lavoro degli impiegati addetti. I timbri apposti con questa macchina lasciavano impronte molto nitide e parallele. Tali annulli vengono chiamati "duplex" o anche "cannocchiale".
Il 1º luglio del 1883 fu posto in uso un nuovo bollo di forma ottagonale e destinato alle collettorie di prima classe e nel 1887 quelle di seconda classe vengono fornite di bollo quadrato ad angoli arrotondati. Il primo luglio per i corrieri postali ed i messaggeri venne introdotto un bollo datario quadrangolare con data e località mobile. La lettera "T" indicava il treno e la "C" le vie navigabili. 

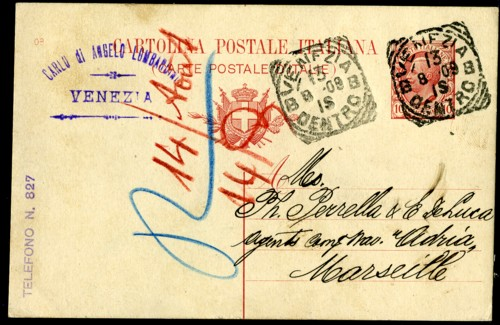
Annullo di tipo tondo-riquadrato su cartolina postale

Nel 1890 l'amministrazione postale cerca di riunire in un solo strumento bollo e timbratura creando un bollo circolare posto dentro un quadrato a sbarre e detto "tondo-riquadrato". L'ideatore fu Lodovico Josz che fin dal 1888 era incaricato di studiare soluzioni alle bollature dal ministero preposto. La prima data d'uso di questo tipo di bollo è il 14 gennaio 1890 presso l'ufficio Roma succursale 14. Successivamente viene introdotto un annullo a doppio cerchio con la dicitura della località al centro linearmente la data; tra la data ed il doppio cerchio si creano così due lunette che vengono riempite con barre verticali: questo modello resterà in uso per tutta la durata del Regno anche se subirà frequenti modifiche.
Nel 1901 gli uffici postali di Roma e Napoli furono dotati di obliteratrici meccaniche Bieckerdike a bandiera che, analogamente a quelle a pedale ma tramite l'uso dell'energia elettrica, imprimevano timbro ed annullo nell'ordine di 250 al minuto. L'annullo era costituito dal disegno di una bandiera con le iniziali di Vittorio Emanuele III.
Nel 1908 tutti gli uffici vengono lentamente dotati di bolli di tipo Güller con lunette che divennero così famosi da essere ancora oggi simbolo universale della timbratura postale.
Nel 1911 furono adoperate obliteratrici meccaniche della ditta Flyer che potevano sostituire la targhetta con delle linee orizzontali andando a formare l'annullo detto "a linee orizzontali". Sul timbro ideato in tre righe, dal 1928 venne posto l'anno dell'era fascista.

### Repubblica Italiana
Dal dopoguerra e fino agli anni '50 i cambiamenti concernenti la timbratura furono tutti tesi alla cancellazione di ogni traccia della dittatura fascista e della monarchia. Dalla metà degli anni '50 la comparsa sul mercato della ditta OMT di Taranto consentì qualche innovazione. Questa ditta produceva timbratrici meccaniche a basso costo con un ottimo rapporto qualità-prezzo: molti uffici postali furono dotati di queste macchine. Per gli uffici postali il cui traffico non giustificava una spesa per una bollatrice meccanica, ma che erano comunque rallentati dall'effettuare la timbratura a mano, la OMT ideò un'obliteratrice a manovella che ne consentì la velocizzazione.
Negli anni '60 per i grossi centri postali la tecnologia tedesca Elsag consentì lo studio e l'applicazione della meccanizzazione postale e nei centri turistici, dove partivano milioni di cartoline, furono sperimentate le bollature Secap di origine francese e quelle Adrema Pitney Bowes di origine britannica che consentivano bolli perfetti ed alta resa. Per la bollatura manuale la Güller ideò i timbri “De Coppet” che grazie alla testa snodata timbravano in maniera accettabile anche se gli addetti davano il colpo di annullo tenendo l'attrezzo in maniera leggermente obliqua: veniva quindi assecondata la morfologia della mano. Di questo periodo sono anche gli annulli a rullo, riconoscibili per la data perpendicolare alle linee ondulate e non parallela. Tali annulli erano costituiti da un piccolo cilindro ruotante.
Verso la fine degli anni '60 nei bolli apparve lentamente il Codice di avviamento postale ed un corno di posta sostituiva la parola “poste” nelle scritte. Nel 2000 fu introdotta la scritta "poste italiane" su due righe separate dal datario.

### Annulli per la Posta Militare
Gli uffici della Posta Militare possono essere mobili quando seguono gli spostamenti delle truppe a seguito di un conflitto o di stanziamenti momentanei oppure fissi se si trovano presso comandi o altri enti militari. Generalmente gli uffici sono dotati di propri bolli che, nel caso di uffici mobili, non contengono indicazioni sulla località ma numeri convenzionali di identificazione. Sulle navi militari, nel caso siano dotate di ufficio postale, è possibile che il timbro indichi il nome della nave.
I primi annulli per la posta militare italiana risalgono al 1866 e sono legati all'episodio del Risorgimento che vide le truppe italiane manovrare per la conquista del Veneto. Consistevano in un annullo a numerale a rombi dove i numeri erano in forma di numerazione romana. Sulla posta militare veniva apposto anche un timbro tondo con intorno la dicitura "Posta Militare Italiana" accompagnata al centro dalla data di spedizione.
Il 13 febbraio 1919 per il contingente italiano del 3º battaglione del 62º Reggimento di fanteria venne aperto a Costantinopoli, nel quartiere Galata in vicolo Mumhanè Sokak un ufficio postale militare". Il contingente italiano affiancava le truppe britanniche e francesi nel loro compito di manutenzione dell'ordine pubblico in seguito all'Armistizio di Mudros che aveva lasciato la locale polizia in seria difficoltà. Il bollo usato fu un guller di 28 mm con la scritta "Posta militare" ed il nº 15 che identificava l'ufficio. Tale bollo fu prodotto con tre varietà riguardanti le lunette: nel primo molto larghe e nel secondo come nel terzo con fregi a fianco del numero.
Lo stesso Armistizio di Mudros fu conseguenza del particolare caso dell'Ufficio Postale di Smirne aperto dal 1919 al 1923. Questo ufficio Militare sostituì alternativamente l'ufficio civile e talvolta con la veste di ufficio Militare servì anche le esigenze civili. Nell'ufficio furono usati in tutto quattro bolli e sempre di tipo "Güller". Solo su due tipi appare il numero identificativo dell'ufficio "171"; sugli altri due vi è posta una rosetta o la scritta Smirne. Su tutti però vi è la dicitura "Posta Militare".

## Tipologie di annulli italiani

### I bolli di franchigia

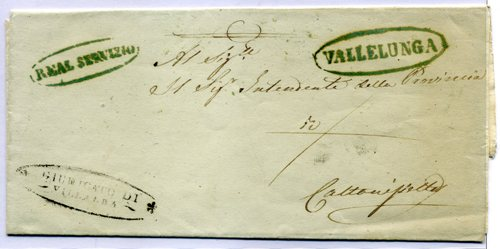
Lettera con timbro "Real Servizio" indicante la franchigia nel Regno delle Due Sicilie

Sono bolli che attestano la provenienza da un ente che per vari motivi è esentato dal pagamento delle tasse postali. Tale esenzione fu prevista per vari enti già nel 1875 e proseguì per tutto il '900. Allo scopo di individuare eventuali irregolarità, la corrispondenza in franchigia non poteva essere imbucata normalmente ma doveva essere consegnata presso un ufficio postale. Tra i più noti bolli di franchigia vi è quello detto "ovale di esenzione": di forma ovale in orizzontale e con la dicitura "Regie Poste" nella parte superiore e la denominazione dell'ufficio in quella inferiore..

### Annullo di agenzia
Sono annulli usati da uffici postali affidati a gestione privata. Dal 1894 al 1899 vi furono 40 agenzie nelle seguenti città: Milano, Napoli, Roma, Torino, Genova, Firenze, Como e Verona.. Dal 1925 tali agenzie vennero estese fino ad essere trasformate in recapiti postali nel 1952, situati presso alberghi, stabilimenti termali ed altri enti pubblici. Generalmente gli annulli usati dalle agenzie riportano nella parte inferiore il nome dell'ente autorizzato.

### Il bollo a cassetta
Il bollo a cassetta, anche detto "compostore" è un annullo in dotazione al personale viaggiante delle Ferrovie dello Stato che possono usarlo per apporre un timbro di ricevuta sulla posta consegnata sciolta su un treno. 
Le prime istruzioni di uso di questo particolare annullo sono contenute nel libretto delle "Istruzioni sul Servizio dei Trasporti Postali ad uso delle Direzioni Provinciali" del 1927 ". Questo regolamento precisa che il trasporto della corrispondenza per via ferroviaria può essere eseguito dall'Amministrazione postale sia con personale proprio che con quello viaggiante delle Ferrovie precisando che di regola il trasporto dei pacchi è affidato al personale ferroviario.
Il personale ferroviario può anche prendere in consegna, in via eccezionale, corrispondenza sciolta diretta ai giornali o corrispondenza "per espresso" purché già provvista di appositi francobolli da annullare con il bollo compostore. Questo particolare timbratura è composta da un rettangolo contenente la lettera "T" per treno, affiancata al numero di treno.

### La timbratura meccanica parlante
Nel 1901 venne introdotta nel Regno d'Italia la "timbratura meccanica parlante". La timbratura meccanica era effettuata da una apposita macchina obliteratrice che consentiva l'annullamento veloce della corrispondenza. Era detta parlante in quanto consentiva di allegare alla normale operazione di annullamento una stampigliatura pubblicitaria di cui la prima fu una bandiera italiana con le iniziali del Re "V.E.III".
Con l'obliteratrice meccanica l'annullo avviene tramite l'opera di due punzoni: uno tondo detto "guller" e l'altro rettangolare a piastrina. La piastrina è in grado di contenere messaggi diversi da quelli relativi alla spedizione che sono invece contenuti nel guller.
Il primo catalogo italiano di timbri meccanici parlanti è apparso nel 1931 ad opera di Cesare Moschetti: Catalogo degli annulli pubblicitari italiani. Tale catalogo non ebbe seguito e rimane tuttora un'opera di riferimento per i collezionisti appassionati.

### Annulli di servizio e vidimazione
- Annulli di servizio

Fin dagli esordi del servizio postali furono approntati degli speciali annulli dedicati alle pratiche di servizio. I più usati sono stati gli annulli "di avviso", come Sconosciuto, Sconosciuto al portalettere, Al mittente, o il più raro Non presente sulla guida Monaci.
- Annulli per le tasse

Per segnalare la tassazione era solito il portalettere apporre un timbro "T" che nel corso degli anni è cambiato spesso di forma e carattere. I primi, nell'800, avevano il carattere T di una grandezza di circa 2 cm, poi durante la Seconda Guerra mondiale diventa più piccolo e poco definito, in epoca repubblicana il T viene inserito anche in un cerchio. Questo timbro era apposto sul documento postale (cartolina, busta, ecc.), unitamente a una marca segnatasse del valore della tassa, o in caso il portalettere fosse sprovvisto, la tassa veniva segnata con una sigla a mano e riscossa dal portalettere. Negli anni '60 fu introdotta la specifica fascetta per le cartoline tassate, che andava a incappucciare la parte dell'oggetto in cui c'era la parte scritta. Il segnatasse faceva da sigillo, annullato con un timbro solitamente guller (normale per il periodo). Il T era apposto nella parte della cartolina ancora visibile. Questo uso fu abbandonato all'inizio degli anni '80.
Con l'introduzione dei servizi meccanici furono approntate specifiche fascette e annulli di tassazione, specialmente per gli atti di tribunale, multe, servizi di tesoreria.

## Gli annulli speciali italiani

Annullo speciale dedicato alla storia di Vermiglio

Le Poste italiane su richiesta di enti pubblici o privati possono eseguire un servizio filatelico temporaneo con annullo speciale. Generalmente questi annulli speciali riproducono graficamente un richiamo alla manifestazione per la quale sono stati richiesti tramite una vignetta, la data dell'evento, il Codice di avviamento postale di interesse, il simbolo distintivo delle Poste Italiane e la sigla automobilistica della provincia dove il servizio è effettuato. La forma può essere tonda, ovale o rettangolare.
Con tali bolli può essere annullata corrispondenza ordinaria, prioritaria, assicurata e raccomandata. L'ente richiedente l'annullo speciale in genere effettua la richiesta intendendo dare all'evento previsto una più ampia pubblicità e storicizzazione in quanto i timbri utilizzati, ad evento concluso, vengono poi catalogati e conservati presso il Museo storico della Comunicazione di Roma (Ministero dello sviluppo economico) che nella propria collezione conserva anche annulli utilizzati durante il periodo del Regno d'Italia (anche nelle colonie e nelle campagne militari) e prima ancora negli antichi Stati pre-unitari. Data l'enorme vastità di eventi ufficializzati con tali annulli è frequente che gli stessi siano collezionati in maniera tematica. Uno dei temi più seguiti in questo ambito è quello religioso dei "Santi" in quanto è consueta la richiesta di annulli speciali da parte dei vari enti promotori delle feste patronali.
Il primo annullo speciale italiano fu creato nel 1871 per l'Esposizione Internazionale Marittima di Napoli. Dal 10 aprile venne allestito presso la sede dell'evento un ufficio postale con funzione di succursale e in dotazione il timbro in doppio cerchio con la dicitura "Esposizione Marinara - Napoli" che rappresenta uno dei più rari annulli italiani.
Il primo annullo speciale del Regno di Umberto I risale al 1880 e venne emesso a Torino, in occasione dell'Esposizione di Belle Arti. Per l'occasione fu allestito un ufficio temporaneo dal 25 aprile al 26 settembre dove poteva essere timbrata la corrispondenza con un timbro tondo dalla dicitura "Torino Esposizione" accoppiato all'annullo numerale nº 3337.
Nel 1898 fu approntato il primo annullo di interesse per l'Aerofilia, in occasione dell'Esposizione Generale Italiana Pallone Frenato, che si svolgeva a Torino. L'annullo possedeva la dicitura "Torino-Esposizione" e la data al centro. Poteva essere accoppiato al timbro speciale in colore viola su tre righe con la scritta "Stazione Aerea -Esp. Torino" e la data..
Nel 1951 in occasione dei Concorsi Ginnici di Firenze, insieme all'emissione dei tre francobolli commemorativi venne studiato un annullo speciale in dotazione al servizio mobile della posta che aveva la dicitura "Feste e concorsi ginnastici Int. F.G.51 Firenze". Sulle raccomandate e sulle buste ufficiali venne anche apposto un bollo rettangolare con la scritta "F.G.51 Autoambulante post.nº3 Firenze". Tale scritta su tre righe si riferiva all'ufficio postale mobile montato su un furgone e chiamato appunto "autoambulante".

## Annulli italiani ricorrenti

### Annulli dedicati al K2
Da quando il 31 luglio 1954 una spedizione italiana guidata da Ardito Desio raggiunge la vetta del K2 suscitando entusiasmo in tutta la nazione, gli annulli dedicati all'impresa si sono susseguiti nel tempo commemorando più volte l'impresa:
- 10 ottobre 1954"[32] per interessamento del Club Alpino Italiano viene eseguito il primo annullo che consisteva in un timbro tondo con l'immagine della montagna al centro e sui bordi la data e la scritta "C.A.I. dell'Etna-Sezione di Catania".
- 27 giugno 1955 Trieste, tornata italiana, commemora l'impresa di Desio con un timbro tondo semplice: la data e sul bordo la scritta "Giornata del K2-Trieste"
- 3 agosto 1974 Cortina d'Ampezzo intitola un timbro tondo al "XX Conquista del K2"
- 28/29 luglio 1984 Bornio commemora il trentennale con un timbro ad immagine del K2 e simbolo del C.A.I.
- 28 maggio 1994 Torino commemora il 40º anniversario della prima salita sul K2 con l'immagine di una piccozza su timbro tondo
- 3 agosto 1999 Auronzo di Cadore ricorda gli "italiani sul K2"
- 2 maggio 2004 Trento festeggia il 52° Filmfestival internazionale sulla montagna e per l'occasione predispone un timbro con il profilo del K2
- 25 maggio 2004 Genova tramite l'ufficio postale di Genova-Centro appronta un annullo per l'Assemblea dei delegati del C.A.I. per il K2

### Annulli per la Via Crucis
La Via Crucis, anche detta Via Dolorosa è un rito cristiano, della Chiesa cattolica e della Chiesa anglicana, con cui si ricostruisce e commemora il percorso doloroso di Cristo che si avvia alla crocifissione sul Golgota. Dal 1984 le Poste Italiane hanno puntualmente commemorato questo avvenimento con l'emissione di annulli speciali":
- 20 aprile 1984 a Roma si commemora con annullo la Via Crucis al Colosseo guidata dai commenti di papa Giovanni Paolo II
- 5 aprile 1985 per la Via Crucis al Colosseo le immagini sui timbri sono: Cristo Crocifisso, la Madonna e Giovanni Paolo II
- 28 marzo 1986 Via Crucis al Colosseo
- 17 aprile 1987 Via Crucis al Colosseo
- 1º aprile 1988 Via Crucis al Colosseo: uno dei timbri previsti commemora anche l'Anno Mariano
- 24 marzo 1989 Via Crucis al Colosseo
- 13 aprile 1990 Via Crucis al Colosseo
- 29 marzo 1991 Via Crucis al Colosseo: si commemora la partecipazione di Giovanni Paolo II
- 17 aprile 1992 Via Crucis al Colosseo: l'annullo raffigura il cireneo che prende la Croce a Gesù
- 12 aprile 1993 Via Crucis al Colosseo
- 1º aprile 1994 Via Crucis al Colosseo: l'annullo raffigura Gesù con un soldato romano
- 14 aprile 1995 Via Crucis al Colosseo: sull'annullo Gesù nel momento della crocifissione
- 6 aprile 1996 Via Crucis al Colosseo: appare la scritta "verso il Giubileo del 2000"
- 28 marzo 1997 Via Crucis al Colosseo: l'annullo rappresenta Gesù che cade sotto il peso della croce
- 10 aprile 1998 Via Crucis al Colosseo: altra scritta per il Giubileo
- 2 febbraio 1999 Via Crucis al Colosseo
- 21 aprile 2000
- 13 aprile 2001
- 14 aprile 2007 dopo tre anni di salto riprende la commemorazione con gli annulli con la partecipazione di papa Benedetto XVI
- 6 aprile 2007 Via Crucis al Colosseo
- 21 marzo 2008

### Altri annulli
Si citano inoltre gli annulli che ogni anno vengono approntati per il Carnevale di Viareggio, il Festival lirico dell'Arena di Verona, annulli per la squadra vincitrice del Campionato di Calcio italiano e moltissime altre manifestazioni filateliche nazionali (Verona, Empoli, Milano, Piacenza, ecc.)